# 1405
Il 1405 (MCDV in numeri romani) è un anno  del XV secolo.

## Eventi
- Ultima esperienza repubblicana, Comune, a Forlì.
- La Repubblica di Venezia conquista Padova.
- 17 giugno - Battaglia dello Stoss tra l'esercito del Ducato d'Austria e le forze di Appenzello.
- 24 giugno - Dedizione di Verona a Venezia.
- Papa Innocenzo VII perde consenso e credito ed è costretto alla fuga dalla città di Roma.
- Zheng He parte per la spedizione inaugurale della nuova flotta imperiale Ming, giungendo sulle coste dell'Africa orientale. Si tratta di una flotta di 208 navi con un equipaggio totale di circa 28000 persone, un dispiegamento di forze navali che verrà eguagliato solo cinque secoli dopo, nel corso della Prima Guerra Mondiale.[1]
- Germania – Compaiono le prime viti in metallo.

## Nati
- 1º gennaio - Leonardo Mansueti, umanista italiano († 1480)
- 8 febbraio - Costantino XI Paleologo, imperatore bizantino († 1453)
- 10 febbraio - Roberto Valturio, storico italiano († 1475)
- 6 marzo - Giovanni II di Castiglia, re († 1454)
- 9 giugno - Giovanni Battista Mellini, cardinale e vescovo cattolico italiano († 1478)
- 18 ottobre - Papa Pio II, papa, vescovo cattolico e cardinale italiano († 1464)
- 17 novembre - Ugo d'Este, nobile († 1425)
- Sofia Alšėniškė, sovrana lituana († 1461)
- Barbara di Sassonia-Wittenberg, nobile tedesca († 1465)
- Thomas Beaufort, conte di Perche, nobile inglese († 1431)
- Francesco Calcagnini, politico e letterato italiano († 1476)
- Niccolò da Cornedo, scultore italiano († 1453)
- Alfonso Díaz de Montalvo, giurista spagnolo († 1499)
- Giano Fregoso, doge († 1448)
- Gennadio II di Costantinopoli, arcivescovo ortodosso e teologo bizantino († 1473)
- Francesco Giamberti, intagliatore italiano († 1480)
- Cecilia di Brandeburgo, nobile († 1449)
- Simon de Lalaing, generale olandese († 1476)
- Ludovico I di Saluzzo, marchese italiano († 1475)
- Judah Minz, rabbino italiano († 1508)
- William Neville, I conte di Kent, nobile e militare inglese († 1463)
- Sano di Pietro, pittore e miniatore italiano († 1481)
- Scanderbeg, condottiero e patriota albanese († 1468)
- Uluğ Muhammad, sovrano mongolo († 1445)
- Lope III Ximénez de Urrea y de Bardaixi, nobile e politico spagnolo († 1475)
- Richard Woodville, nobile britannico († 1469)

## Morti
- 19 febbraio - Tamerlano, condottiero mongolo (n. 1336)
- 3 marzo - Marie de Coucy, nobile (n. 1366)
- 16 marzo - Antonio Guarco, doge (n. 1360)
- 16 marzo - Margherita III di Fiandra, contessa (n. 1350)
- 26 marzo - Antonia Visconti, nobildonna (n. 1364)
- 25 aprile - Bartolomeo Carafa, italiano
- 29 maggio - Filippo di Mézières, militare, diplomatico e scrittore francese
- 18 giugno - Francesco Carbone, cardinale e vescovo cattolico italiano
- 20 giugno - Alessandro Stuart, militare scozzese
- 8 luglio - Marco Solari, scultore, architetto e ingegnere svizzero
- 19 luglio - Gianmastino Visconti, nobile (n. 1370)
- 21 luglio - Antonio Arcioni, cardinale e vescovo cattolico italiano
- 30 luglio - Alda Gonzaga, nobile italiana
- 12 agosto - Ursillo d'Afflitto, vescovo cattolico italiano
- 16 agosto - Pietro Corsini, cardinale e vescovo cattolico italiano
- 19 agosto - Giovanni III di Oświęcim, duca
- 7 settembre - James Butler, III conte di Ormond, nobile irlandese
- 8 settembre - Francesco III Ordelaffi, nobile (n. 1349)
- 24 settembre - Procopio di Moravia, nobile boemo
- 3 ottobre - Paolo Savelli, nobile e condottiero italiano (n. 1350)
- 11 novembre - Milica di Serbia, santa e regina serba
- 28 novembre - Astorre I Manfredi, condottiero italiano
- 4 dicembre - Gilabert de Próixita, trovatore e poeta spagnolo (n. 1370)
- Donato Acciaiuoli di Cassano, politico italiano
- Enrico Alfieri, francescano italiano (n. 1315)
- Gherardo Leonardo d'Appiano, sovrano e politico italiano
- Giorgio VII di Georgia, re
- Bartolino da Padova, compositore italiano (n. 1365)
- Francescuolo da Brossano, italiano
- Ilaria del Carretto, nobile italiana (n. 1379)
- Bartolomeo Gozadori, medico italiano (n. 1360)
- Alianore Holland, nobile britannica (n. 1370)
- Al-Damîrî, giurista e naturalista egiziano (n. 1344)
- Francesco Lante, vescovo cattolico italiano
- Kara Timurtaş, politico e militare turco
- Eleonora d'Aragona, nobile italiana (n. 1346)
- Mostarda da Forlì, condottiero italiano
- Elisabetta da Varano, nobile italiana
- Johann von Posilge
- Évrart de Conty, medico e letterato francese

## Calendario
| Calendario 1405 | Calendario 1405 | Calendario 1405 | Calendario 1405 | Calendario 1405 | Calendario 1405 | Calendario 1405 | Calendario 1405 | Calendario 1405 | Calendario 1405 | Calendario 1405 | Calendario 1405 | Calendario 1405 | Calendario 1405 | Calendario 1405 | Calendario 1405 | Calendario 1405 | Calendario 1405 | Calendario 1405 | Calendario 1405 | Calendario 1405 | Calendario 1405 | Calendario 1405 | Calendario 1405 | Calendario 1405 | Calendario 1405 | Calendario 1405 | Calendario 1405 | Calendario 1405 | Calendario 1405 | Calendario 1405 | Calendario 1405 | Calendario 1405 |
| --------------- | --------------- | --------------- | --------------- | --------------- | --------------- | --------------- | --------------- | --------------- | --------------- | --------------- | --------------- | --------------- | --------------- | --------------- | --------------- | --------------- | --------------- | --------------- | --------------- | --------------- | --------------- | --------------- | --------------- | --------------- | --------------- | --------------- | --------------- | --------------- | --------------- | --------------- | --------------- | --------------- |
|                 | 1               | 2               | 3               | 4               | 5               | 6               | 7               | 8               | 9               | 10              | 11              | 12              | 13              | 14              | 15              | 16              | 17              | 18              | 19              | 20              | 21              | 22              | 23              | 24              | 25              | 26              | 27              | 28              | 29              | 30              | 31              |                 |
| Gennaio         | Gi              | Ve              | Sa              | Do              | Lu              | Ma              | Me              | Gi              | Ve              | Sa              | Do              | Lu              | Ma              | Me              | Gi              | Ve              | Sa              | Do              | Lu              | Ma              | Me              | Gi              | Ve              | Sa              | Do              | Lu              | Ma              | Me              | Gi              | Ve              | Sa              |                 |
| Febbraio        | Do              | Lu              | Ma              | Me              | Gi              | Ve              | Sa              | Do              | Lu              | Ma              | Me              | Gi              | Ve              | Sa              | Do              | Lu              | Ma              | Me              | Gi              | Ve              | Sa              | Do              | Lu              | Ma              | Me              | Gi              | Ve              | Sa              |                 |                 |                 |                 |
| Marzo           | Do              | Lu              | Ma              | Me              | Gi              | Ve              | Sa              | Do              | Lu              | Ma              | Me              | Gi              | Ve              | Sa              | Do              | Lu              | Ma              | Me              | Gi              | Ve              | Sa              | Do              | Lu              | Ma              | Me              | Gi              | Ve              | Sa              | Do              | Lu              | Ma              |                 |
| Aprile          | Me              | Gi              | Ve              | Sa              | Do              | Lu              | Ma              | Me              | Gi              | Ve              | Sa              | Do              | Lu              | Ma              | Me              | Gi              | Ve              | Sa              | Do              | Lu              | Ma              | Me              | Gi              | Ve              | Sa              | Do              | Lu              | Ma              | Me              | Gi              |                 |                 |
| Maggio          | Ve              | Sa              | Do              | Lu              | Ma              | Me              | Gi              | Ve              | Sa              | Do              | Lu              | Ma              | Me              | Gi              | Ve              | Sa              | Do              | Lu              | Ma              | Me              | Gi              | Ve              | Sa              | Do              | Lu              | Ma              | Me              | Gi              | Ve              | Sa              | Do              |                 |
| Giugno          | Lu              | Ma              | Me              | Gi              | Ve              | Sa              | Do              | Lu              | Ma              | Me              | Gi              | Ve              | Sa              | Do              | Lu              | Ma              | Me              | Gi              | Ve              | Sa              | Do              | Lu              | Ma              | Me              | Gi              | Ve              | Sa              | Do              | Lu              | Ma              |                 |                 |
| Luglio          | Me              | Gi              | Ve              | Sa              | Do              | Lu              | Ma              | Me              | Gi              | Ve              | Sa              | Do              | Lu              | Ma              | Me              | Gi              | Ve              | Sa              | Do              | Lu              | Ma              | Me              | Gi              | Ve              | Sa              | Do              | Lu              | Ma              | Me              | Gi              | Ve              |                 |
| Agosto          | Sa              | Do              | Lu              | Ma              | Me              | Gi              | Ve              | Sa              | Do              | Lu              | Ma              | Me              | Gi              | Ve              | Sa              | Do              | Lu              | Ma              | Me              | Gi              | Ve              | Sa              | Do              | Lu              | Ma              | Me              | Gi              | Ve              | Sa              | Do              | Lu              |                 |
| Settembre       | Ma              | Me              | Gi              | Ve              | Sa              | Do              | Lu              | Ma              | Me              | Gi              | Ve              | Sa              | Do              | Lu              | Ma              | Me              | Gi              | Ve              | Sa              | Do              | Lu              | Ma              | Me              | Gi              | Ve              | Sa              | Do              | Lu              | Ma              | Me              |                 |                 |
| Ottobre         | Gi              | Ve              | Sa              | Do              | Lu              | Ma              | Me              | Gi              | Ve              | Sa              | Do              | Lu              | Ma              | Me              | Gi              | Ve              | Sa              | Do              | Lu              | Ma              | Me              | Gi              | Ve              | Sa              | Do              | Lu              | Ma              | Me              | Gi              | Ve              | Sa              |                 |
| Novembre        | Do              | Lu              | Ma              | Me              | Gi              | Ve              | Sa              | Do              | Lu              | Ma              | Me              | Gi              | Ve              | Sa              | Do              | Lu              | Ma              | Me              | Gi              | Ve              | Sa              | Do              | Lu              | Ma              | Me              | Gi              | Ve              | Sa              | Do              | Lu              |                 |                 |
| Dicembre        | Ma              | Me              | Gi              | Ve              | Sa              | Do              | Lu              | Ma              | Me              | Gi              | Ve              | Sa              | Do              | Lu              | Ma              | Me              | Gi              | Ve              | Sa              | Do              | Lu              | Ma              | Me              | Gi              | Ve              | Sa              | Do              | Lu              | Ma              | Me              | Gi              |                 |